# Tivity Health
Das Unternehmen Tivity Health ist ein Anbieter von Dienstleistungen im Gesundheitswesen an 12 Standorten in den USA. Laut eigener Aussage ist Healthways der größte Anbieter von Hochrisiko- und Disease-Management-Programmen in den USA. Das Unternehmen ist eine Aktiengesellschaft und an der NASDAQ notiert.
Healthways ist im Rahmen der fortgeschrittenen Privatisierung im deutschen Gesundheitssystem in den deutschen Markt eingestiegen. Seit 2007 besteht eine deutsche Niederlassung/Tochtergesellschaft, Healthways International GmbH, mit Sitz in München. 2008 schloss der Konzern mit der Krankenkasse DAK-Gesundheit einen Vertrag, wodurch er Zugriff auf die Daten von 200.000 chronisch Kranken erhielt, ohne dass die datenschutzrechtliche Genehmigung der Betroffenen vorlag. Der Bundesdatenschutzbeauftragte Peter Schaar bezeichnete das Vorgehen als illegal. Der DAK wurde dafür der Big Brother Award 2008 in der Kategorie Gesundheit und Soziales verliehen. Das Bundesversicherungsamt hat die Prüfung des Programms besser leben im Januar 2009 abgeschlossen und keine aufsichtsrechtlichen Bedenken mehr festgestellt.